# 2014 Vasilevskis
2014 Vasilevskis је астероид главног астероидног појаса са средњом удаљеношћу од Сунца која износи 2,403 астрономских јединица (АЈ).
Апсолутна магнитуда астероида је 11,7.